# Dominic Calegari
Dominic Benjamin Calegari (Berkeley, 16 aprile 1987) è un ex cestista statunitense con cittadinanza italiana, professionista nella NBDL, in Europa e in Sudamerica.